# Mieczysław Szczepański (poseł)
Mieczysław Szczepański (ur. 26 stycznia 1837 we Lwowie, zm. 21 stycznia 1904 w Tarnowie) – ziemianin, starosta galicyjski, poseł na Sejm Krajowy Galicji i do austriackiej Rady Państwa
Ukończył gimnazjum we Lwowie i studia prawnicze na uniwersytecie w Wiedniu (1859). Po studiach pracował jako sekretarz Agenora Gołuchowskiego w Wiedniu, potem jako urzędnik w Galicji. Koncypient w kancelarii Wydziału Krajowego (1862-1866) i sekretarz w lwowskim Namiestnictwie (1867—1871). Następnie jako radca Namiestnictwa a od 1870 szambelan był zastępcą starosty w Bóbrce (1871) a następnie w Skałacie (1872-1876). W latach 1877–1879 był starostą w Tarnowie. Był także kolejno przewodniczącym powiatowych komisji szacunkowych w Bóbrce, Skałacie i Tarnowie. Przewodniczył też Radzie Szkolnej Okręgowej w Tarnowie. W 1879 przeszedł na emeryturę. Był właścicielem wsi Machowa w pow. pilzneńskim, a po śmierci żony także Ryglic w pow. tarnowskim. W l. 1863-1882 należał do Galicyjskiego Towarzystwa Gospodarskiego we Lwowie.
Aktywny politycznie, zwolennik konserwatyzmu. Był orędownikiem austrofilskiego lojalizmu o obliczu antyrosyjskim; pod pseud. M. Dołęga opublikował broszurę Polacy wobec Austrii i Dynastii (Lwów 1868), z której dochód przeznaczył na budowę pomnika Jana III Sobieskiego w Żółkwi. Był także autorem broszury Kilka uwag nad położeniem kraju (Kraków 1898) oraz artykułów które od 1884 publikował w lwowskim organie podolaków „Przeglądzie Politycznym, Społecznym i Literackim”.
Poseł do Sejmu Krajowego Galicji III kadencji (1870–1876), wybrany w IV kurii (gmin wiejskich) w obwodzie Brzeżany, z okręgu wyborczego nrew 4 Bóbrka-Chodorów a następnie IV kadencji (1877-1882) w kurii III z okręgu miasta Tarnowa. W sejmie był aktywny głównie w okresie III kadencji, gdzie od 1870 był członkiem komisji petycyjnej, a od 1873 komisji administracyjnej. Przedstawił m.in. wniosek o rewizję ustawy drogowej i utworzenie sejmowej komisji drogowej (1870) oraz o wprowadzenie w Galicji przymusu ubezpieczeniowego (1872) i obligatoryjne ubezpieczenie budynków kościelnych (1873). Przyczynił się do uchwalenia 21 VIII 1877 ustawy, na mocy której Wydział Krajowy przejął pełen nadzór nad archiwami we Lwowie i Krakowie.
Był także w latach 1870-1873 posłem do austriackiej Rady Państwa III kadencji (15 września 1870 - 8 października 1871) i IV kadencji (6 lutego 1872 - 21 kwietnia 1873) wybieranym z kurii IV (gmin wiejskich) z okręgów: Bóbrka, Brzeżany, Rohatyn i Podhajce. Mandat w IV kadencji utracił z powodu niestawienia się. W parlamencie austriackim należał do frakcji posłów konserwatywnych Koła Polskiego.

## Rodzina
Urodził się w rodzinie ziemiańskiej, był synem właściciela Czajkowic (pow. rudecki) Tadeusza (1790-1873) i Marianny Józefy Tekli z Netrebskich. Miał braci: uczestnika Wiosny Ludów na Węgrzech i wojny krymskiej Kornela (1828-1900) i podkomorzego, porucznika huzarów armii austriackiej Aleksandra (1834-1918) oraz niezamężną siostrę Wandę. Ożenił się z właścicielką Ryglic Stefanią z Leśniewskich 1 .v. Morską, córką rotmistrza armii austriackiej Stefana Leśniewskiego (zm. 1859) i Berty z Klebelsbergów (Klebesbergów).